# Nunzia Catalfo

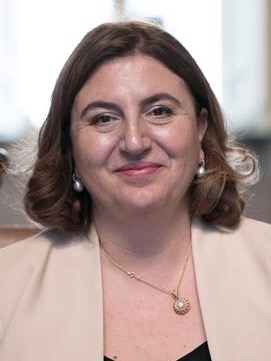
Nunzia Catalfo in 2019

Nunzia Catalfo (Catania, 29 juli 1967) is een Italiaans politica. Sinds 5 september 2019 is zij minister van Werk en Sociaal Beleid in het kabinet-Conte II.

## Biografie
Catalfo is in Catania op Sicilië geboren. Na het behalen van haar middelbareschooldiploma specialiseerde zij zich in werving en selectie van personeel en als projectleider en docent van e-learning- en stenografiecursussen.
Tijdens haar professionele loopbaan hield ze zich bezig met scholing, vroegtijdig schoolverlaten en hulp bij integratie in samenwerking met arbeidsbureaus en arbeidsbemiddelingsdiensten in het algemeen.

## Politieke loopbaan
Ze is sinds 2008 actief voor de Italiaanse politieke partij, de Vijfsterrenbeweging (MoVimento 5 Stelle, afgekort M5S) en is voor het eerst verkozen in 2013 en vervolgens opnieuw in 2018.

### Verkiezing tot senator
In 2013 werd ze in het kiesdistrict van Sicilië verkozen tot senator van de Italiaanse Republiek voor de Vijfsterrenbeweging.
Bij de stemming voor de verkiezing van de nieuwe M5S leider in de Senaat werd ze verslagen door haar partijgenoot Vito Rosario Petrocelli, die gesteund werd door de meer conservatieve vleugel van de partij van Beppe Grillo en Gianroberto Casaleggio. Zelf vertegenwoordigde zij de vleugel die meer open stond voor dialoog. Sinds 16 oktober 2014 vervangt ze haar collega Bruno Marton als plaatsvervangend leider van de M5S in de Senaat samen met haar collega Marco Scibona.
In de algemene verkiezingen van 2018 werd ze herkozen als senator.
Op 21 juni 2018 werd zij verkozen tot voorzitter van de 11e vaste commissie voor Arbeid in de Publieke en Particuliere Sector en voor Sociale Zekerheid van de Senaat.

### Minister van Arbeid
Op 5 september 2019 werd zij benoemd tot minister van Arbeid en Sociaal Beleid in het kabinet-Conte II.

### Activiteiten op het gebied van wetgeving
Ze speelde een leidende rol in de totstandkoming van het basisinkomen en het minimumloon en ze zette als eerste een handtekening onder het wetsvoorstel over een billijke vergoeding aan het personeel van de plaatselijke politie en de vergoeding van de kosten van ziekenhuisopname vanwege dienstredenen.